# Convair XF2Y
Pour les articles homonymes, voir Sea Dart.
Le Convair XF2Y Sea Dart était un projet d'hydravion à réaction développé à la demande de l'US Navy. Seuls cinq prototypes furent construits. Il reste à ce jour le seul hydravion au monde à avoir dépassé le mur du son.
Il fut rebaptisé YF-7 en 1962, après l'adoption d'une standardisation des désignations pour les quatre armes, bien qu'alors retiré du service actif.

## Développement
Le projet Sea Dart commença lorsque Convair entra en compétition pour l'appel d'offres pour un avion d'interception supersonique, lancé par la marine américaine en 1948. Il y avait beaucoup de scepticisme à propos de l'exploitation d'avions supersoniques à partir des ponts des porte-avions, ce qui explique pourquoi la marine américaine avait commandé de nombreux chasseurs subsoniques à cette époque. L'inquiétude avait quelques fondements puisque de nombreuses études à l'époque montraient que les supersoniques nécessitaient une longue distance de roulement au décollage, avaient une vitesse d'approche élevée et n'étaient pas très stables ou facile à contrôler - tous ces facteurs étant gênants sur un porte-avions.
Sa proposition étant gagnante, Convair reçut la commande de deux prototypes fin 1951. Douze appareils de production furent commandés avant même qu'un prototype ait volé. Aucun armement n'a jamais été installé sur un Sea Dart mais il était prévu d'armer le modèle de production avec quatre canons de 20 mm et une batterie de roquettes non guidées à empennage escamotable (de type FFAR). Quatre appareils de la commande furent redéfinis pour essais en service et huit unités de production aussitôt ajoutés.

## Étude

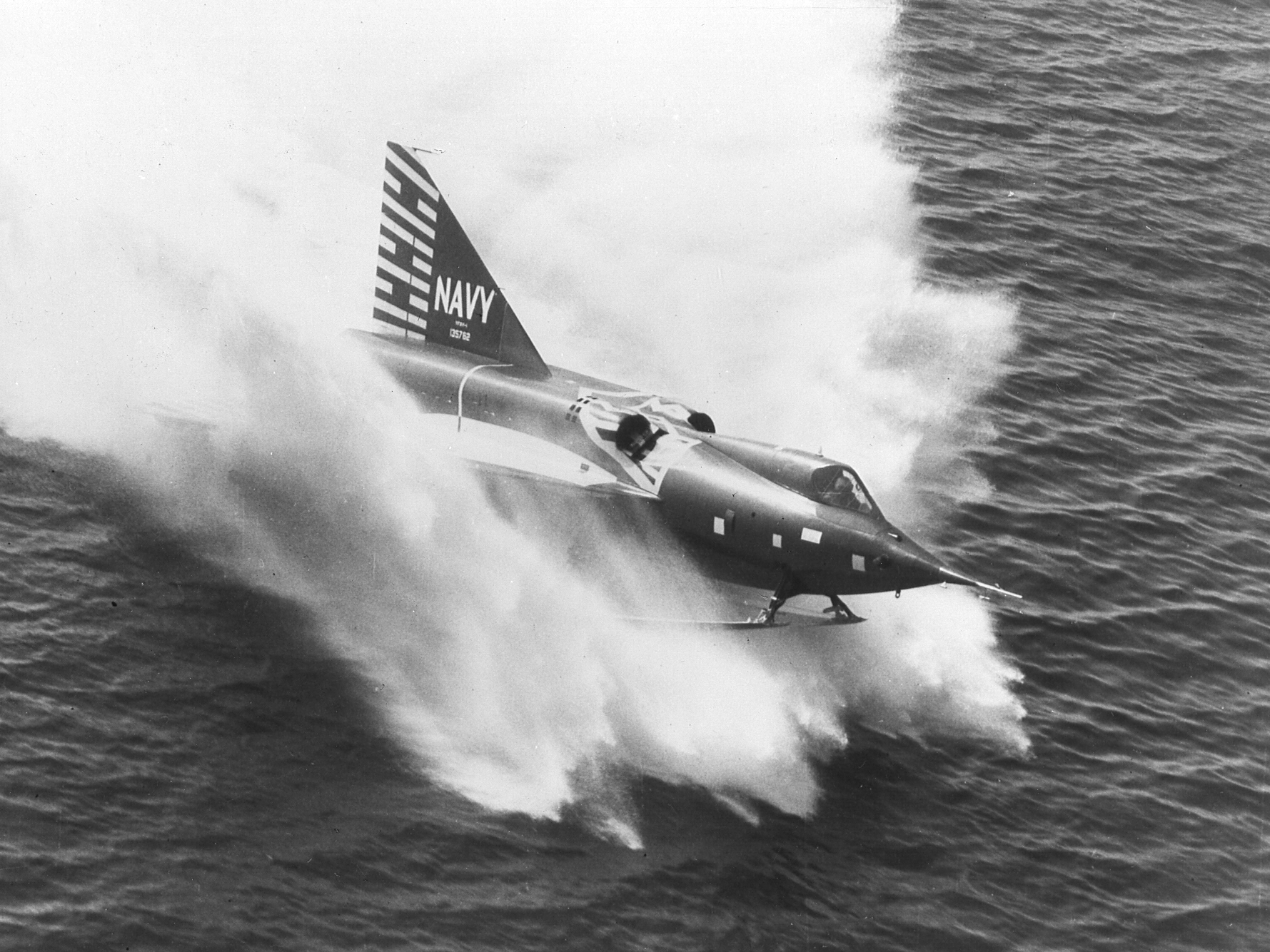
Le Sea Dart en configuration à double skis, ici vu à l'amerrissage. Cet exemplaire est le no 135762, qui s'est désintégré le 4 novembre 1954 au cours d'une démonstration officielle, tuant également son pilote.

L'avion devait être un chasseur à aile delta avec une coque étanche et une paire d'hydro-skis rétractables pour le décollage et l'amerrissage. À l'arrêt ou en déplacement lent, le Sea Dart flottait et avait le bord de fuite des ailes touchant l'eau. Lors du décollage, les skis n'étaient pas déployés avant que l'appareil ait atteint environ 16 km/h.
La propulsion devait être fournie par deux turboréacteurs Westinghouse XJ46-WE-02 avec postcombustion, les entrées d'air étant placées hautes, au-dessus des ailes, pour éviter d'aspirer les projections d'eau. Les moteurs n'étaient pas prêts pour les prototypes et furent remplacés par deux Westinghouse J34-WE-32, fournissant à peine plus de la moitié de la puissance initiale prévue.

### Configuration des skis
Le premier prototype fut équipé d'un unique ski expérimental, qui s'avéra être plus efficace, tandis que le second expérimenta (sans succès) une nouvelle paire de skis[réf. nécessaire]. Les essais sur différentes configurations de skis continuèrent jusqu'en 1957, après quoi il fut remisé.

### Transport par sous marin
Dans les années 1950, la marine américaine avait envisagé l’aménagement interne d'un sous-marin pour transporter cet avion. Placé dans un compartiment pressurisé qui ne dépasserait pas de la coque, il aurait été hissé par un élévateur placé à bâbord derrière la tourelle et mis en position de décollage par mer calme ou catapulté vers l'arrière par gros temps. Le projet ne dépassa pas le stade du « écrit sur le coin de la table ». Deux problèmes n'avaient pas été abordés : d'une part l'encombrement de l'ascenseur aurait gravement affaibli la coque, d'autre part les contraintes d'un ascenseur en fonction seraient également difficilement absorbées par la structure de la coque.

## Histoire opérationnelle

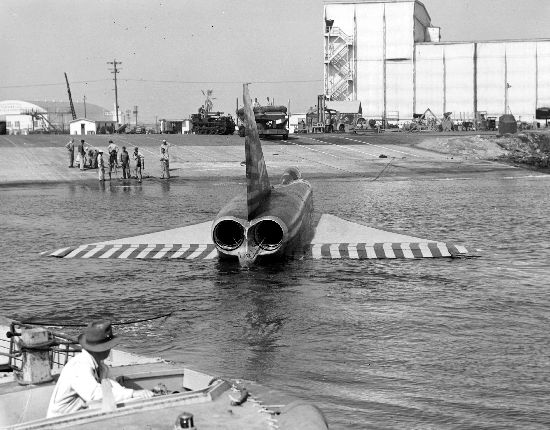
Le F2Y montrant sa position dans l'eau lorsqu'il était à l'arrêt. On distingue bien la position élevée des deux moteurs.

Les avions furent construits à San Diego dans les installations de Convair, sur Lindbergh Field, et furent transportés dans la baie de San Diego pour les tests.
Le 14 janvier 1953, l'avion avec Ed « Sam » Shannon aux commandes effectua, par inadvertance, son premier vol court pendant ce qui devait être une course de taxi rapide ; son premier vol officiel eut cependant lieu le 9 avril 1953.
Le manque de puissance des moteurs rendait le chasseur poussif et les hydro-skis n'étaient pas aussi efficaces qu'attendu, créant de violentes vibrations au décollage et à l'amerrissage, malgré les amortisseurs qui les maintenaient. Le travail sur les skis et leurs supports permit d'améliorer un peu les choses mais ne put rien pour améliorer les performances. Le Sea Dart se montra incapable de passer en régime supersonique avec les moteurs J34, sans compter que sa structure pré-loi des aires impliquait une forte traînée de compression en régime transsonique.
Le second prototype fut abandonné et le premier appareil pour tests en service fut le suivant à être construit et à voler. Celui-ci était équipé des moteurs J46, dont la puissance était en dessous des attentes. Toutefois l'appareil parvint à légèrement dépasser la vitesse de Mach 1 en palier, ce qui fait du Sea Dart le seul hydravion supersonique à ce jour. Le 4 novembre 1954, le Sea Dart Bu No 135762 se désintégra en vol au-dessus de la baie de San Diego, pendant un vol de démonstration destiné à la presse et à des officiels de la Navy, tuant le pilote d'essai de Convair, Charles E. Richbourg, quand il dépassa involontairement les limites de la structure de l'avion.
Avant cet événement, la Navy avait déjà perdu son intérêt pour l'avion. Les problèmes des avions supersoniques à bord de porte-avions ayant été résolus, le crash relégua le Sea Dart au rang d'avion expérimental. Toute production de l'avion fut abandonnée, bien que les trois avions de test furent finis, les deux derniers prototypes ne volèrent jamais.

### Redésignation
Bien que l'avion ait officiellement été retiré du service et n'ait pas volé depuis 1957, au moins un F2Y était encore remisé en 1962. En conséquence, il fut re-désigné F-7, dans le cadre de la mise en place du système Tri-Service de désignation des appareils militaires américains, en 1962.

## Opérateurs
États-Unis
- United States Navy

## Caractéristiques (F2Y-1)

### Caractéristiques générales
- Équipage: 1
- Longueur: 16 m (52 ft 7 in)
- Envergure : 10,3 m (33 ft 8 in)
- Hauteur: 4,9 m (16 ft 2 in)
- Surface alaire: 53 m2 (568 ft2)
- Poids à vide : 5 730 kg (12 625 lb)
- Poids en charge: 7 480 kg (16 500 lb)
- Masse au décollage maximale : 9 750 kg (21 500 lb)
- Motorisation : 2 × turboréacteurs avec postcombustion Westinghouse J46-WE-2 de 27 kN de poussée chacun (banc d'essai : 2 x turboréacteurs J34-WE-32 de 15 kN de poussée chacun[4])

### Performances (estimées[5])
- Vitesse maximale : 1 325 km/h
- Rayon d'action : 513 km
- Plafond : 16 700 m
- Taux de montée : 86,7 m/s
- Charge alaire : 142 kg/m2
- Poussée / poids : 0,56 (max chargé) / 0,96 (vide)

### Armement
- Canons : 4 canons Colt Mk.12 (en) de 20 mm
- Roquettes : roquettes non guidées de type FFAR
- Missiles : 2 missiles air-air

## Culture populaire
- Le F2Y Sea Dart apparait largement dans l'album "Sea Dart" des Aventures de Buck Danny (tome 7 de la série Classic, paru en 2020).

### Développement lié
- Convair XF-92
- F-102 Delta Dagger
- F-106 Delta Dart

### Aéronefs comparables
- Saunders-Roe SR.A/1